# Atta laevigata
Atta laevigata är en myrart som först beskrevs av Smith 1858.  Atta laevigata ingår i släktet Atta och familjen myror. Inga underarter finns listade.

## Bildgalleri

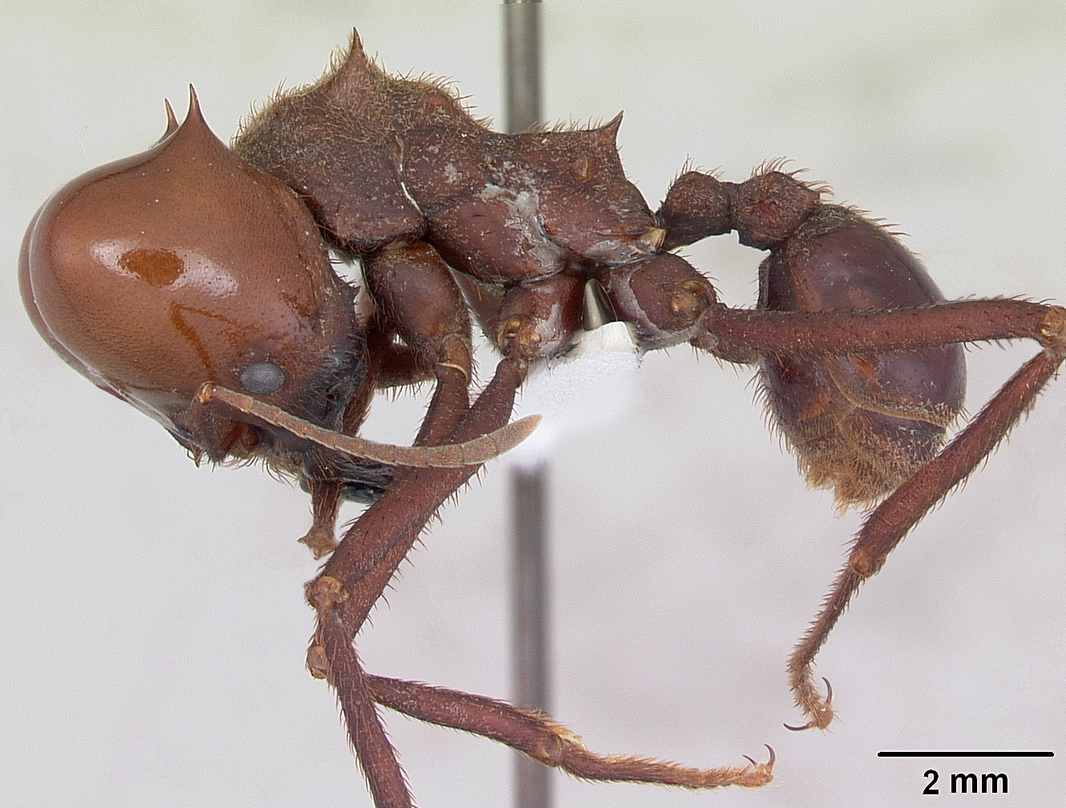